# Грубер, Йозеф (композитор)
Йозеф Грубер (нем. Josef Grubger); 18 апреля 1855, Вёзендорф-ин-дер-Вахау — 2 декабря 1933, Линц) — австрийский органист и композитор.

## Биография
Йозеф Грубер провёл своё детство в приходской церкви в Санкт-Флориане. Именно здесь он впервые познакомился с церковной музыкой и получил музыкальное образование в качестве певчего. Грубер также изучал гармонию у Антона Брукнера, который в то время был органистом в монастыре. В 1878 году Йозеф Грубер стал органистом монастыря Санкт-Флориан. С 1904 года и до своей пенсии он был профессором музыки в епископальной учительской семинарии, а также органистом в Капуцинской церкви в Линце.

## Сочинения
Грубер создал более 300 произведений церковной музыки, в том числе 58 месс и 17 реквиемов. Он также оставил после себя множество проприй, литаний, органных сочинений и руководство по игре на органе в трёх частях.